# 朱敬民
朱敬民（1928年—1989年），曾用名朱永建，男，四川自贡人，中国岩土工程专家/力学教育家，曾任重庆建筑工程学院教授、博士生导师。